# Дъга – Разкази в картинки
„Дъга – Разкази в картинки“ е български документален филм на режисьорката Мария Николова от 2016 г.
Филмът представя историята на излизалото от 1979 до 1992 г. в България списание „Дъга“. Списанието е културен феномен, както за България, така и за целия социалистически блок. Неговият тираж достига до 300 000 броя.
Премиерата на филма е на 28 март 2017 г. в Дом на киното по време на XXI Международен София Филм Фест.